# 春風亭すずめ
春風亭 すずめ（しゅんぷうてい すずめ、1964年4月4日 - ）は、日本の元落語家。女性。落語芸術協会に所属していた。本名は岩井 雅子。血液型はA型。出囃子は「娘道成寺毬唄」。

## 来歴
香川栄養専門学校卒業後、会社員として4年ほどの間に3社に勤務したがなじめず悩んでいた時に、五代目春風亭柳昇を聞いて落語にはまる。浅草演芸ホールでアルバイトをしながら落語家への入門の機会を待つ。
1990年11月九代目春風亭小柳枝に入門、落語芸術協会二人目の女性落語家となる。
1995年2月に二つ目に昇進。1996年に五代目春風亭柳昇門下に移る。
『寄席演芸年鑑2001年版』（2001年3月、東京かわら版発行）には名前が出ているが、同年鑑の2002年版（2002年3月発行）からは名前が消えている。

## 人物
- 実家暮らしであったが、二ツ目昇進後も親は落語家になることを反対していたため、実家の近所の住人は彼女が落語家であることを知らなかった[2]。
- 二ツ目の時点で得意ネタは「猿後家」[2]。